# جایزه بزرگ برزیل ۱۹۸۴
جایزه بزرگ برزیل ۱۹۸۴ که به‌طور رسمی با نام سیزدهمین جایزه بزرگ فرمول ۱ برزیل شناخته می‌شود یک مسابقه ورزش‌های موتوری فرمول یک بود که در ۲۵ مارس ۱۹۸۴ در ریو دو ژانیرو، برزیل برگزار شد. این مسابقه در ۶۱ دور پیست جاکارپاگوا برگزار شد و اولین مسابقه مسابقات فرمول یک فصل ۱۹۸۴ بود. این مسابقه سیزدهمین دوره جایزه بزرگ برزیل بود، نهمین باری که مسابقه پیست جاکارپاگوا میزبان یک جایزه بزرگ برگزار بود این مسابقه همچنین اولین حضور آیرتون سنا در فرمول یک نیز بود.
در تعیین خط، الیو دو آنجلیس، راننده ایتالیایی از تیم لوتوس برای دومین بار در دوران حرفه‌ای خود موفق به کسب پل پوزیشن شد، او جلوتر از راننده ایتالیایی، میشل آلبورتو که برای اسکودریا فراری رانندگی می‌کرد صاحب این رده شد. در این مسابقه، آلن پروست با ماشین مک‌لارن دومین برد خود را در جایزه بزرگ برزیل به دست آورد. ککه روسبرگ با تیم ویلیامز در رده دوم و د آنجلیس در رده سوم قرار گرفتند.